# アタコラ山脈
アタコラ山脈（Atakora Mountains）、またはトーゴ山脈（Togo Mountains）は、アフリカの山脈。トーゴを中心に西アフリカを南北に走り、南はガーナのギニア湾岸付近からトーゴを縦断し、ベナン北部のアタコラ県周辺を南西から北東に向けて走る。トーゴ国内ではトーゴ山脈、ベナン国内ではアタコラ山脈と呼ばれる。標高自体はさほど高くなく、最高峰は南端に近いトーゴのアグー山（986m）である。トーゴ国内での平均標高は700mほど、ベナン国内では600mほどで、侵食によって平原化が進んでおり、地形はさほど険しくなく低い丘陵が連なる形状になっている。山脈の北端はニジェールにまで達し、W国立公園にその姿を見ることができる。かつてはリカオンが生息していたが、現在では絶滅している。